# Planctae Insulae
Le Planctae Insulae sono una struttura geologica della superficie di Titano.